# 인간 로케티어

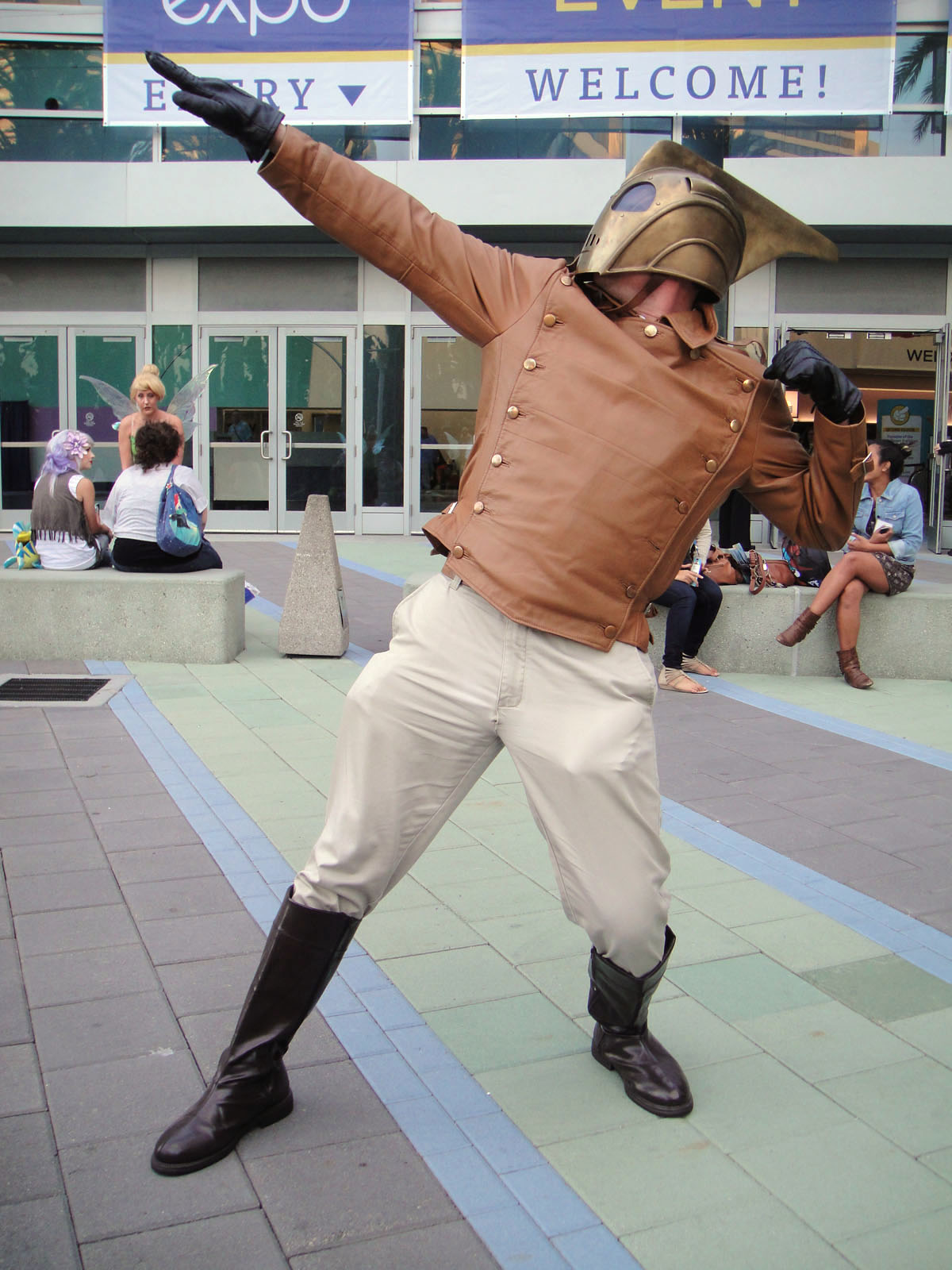

《인간 로케티어》(영어: The Rocketeer)은 1991년에 개봉한 미국의 영화이다.

## 줄거리
1938년 캘리포니아주 로스앤젤레스에서 에디 발렌타인 갱단의 갱스터들이 항공계 거물 하워드 휴스의 로켓 팩 시제품을 훔친다. 추격하는 경찰로부터 도주하는 동안, 운전사는 비행장에서 커티스 JN 제니 복엽기 조종석에 로켓을 빠르게 멈춰 숨긴다. 추격이 계속되면서 스턴트 파일럿 클리프 시코드의 노란색과 검은색 지 비 Z 단엽기가 파괴되어 그의 에어 레이싱 경력이 끝난다. 영화 배우 네빌 싱클레어는 발렌타인 갱단에게 로켓을 훔치도록 고용했고, 그의 괴물 같은 부하 로타르를 보내 로켓의 위치를 찾게 한다. 한편 클리프와 그의 항공기 정비사, 피비는 로켓을 발견하고 시험을 시작한다.
클리프의 여자친구는 싱클레어의 최신 영화에서 작은 역할을 맡은 야심 찬 배우 제니 블레이크이다. 최근 사건들로 인해 그들의 관계는 균열이 가기 시작한다. 싱클레어는 클리프가 제니에게 로켓에 대해 말하려는 것을 엿듣고 그녀를 저녁 식사에 초대한다. 나중에 지역 에어쇼에서 클리프는 로켓을 사용하여 자신의 직업을 구하기 위해 복엽기를 조종하던 나이든 친구 말콤을 구한다. 이것은 클리프를 즉시 비행계의 센세이션으로 만들지만, 싱클레어와 FBI도 그의 뒤를 쫓게 한다.
싱클레어는 로켓을 찾기 위해 로타르를 클리프와 피비의 집으로 보낸다. FBI는 곧 도착하지만, 로타르가 피비의 도면을 훔치는 동안 클리프와 피비는 탈출한다. 나중에 비행장 식당에서 클리프와 피비는 여러 발렌타인 갱들에게 포위된다. 그들은 제니와 싱클레어의 데이트, 그리고 로켓 사냥에 배우가 연루된 사실을 알게 된다. 식당 손님들은 갱스터들을 제압하지만, 빗나간 총알이 로켓의 연료 탱크를 뚫고, 피비는 씹는 껌으로 임시로 땜질한다. 클리프는 사우스 시즈 클럽으로 날아가 제니에게 자신의 새로운 로케티어 자아에 대해 말한다. 발렌타인 갱단이 도착하고, 뒤이은 난투극에서 싱클레어는 제니를 납치한다.
싱클레어의 집에서 그는 제니를 유혹하려 하지만, 그녀는 그를 기절시키고 그가 나치 독일의 스파이임을 발견한다. 그녀는 곧 다시 붙잡히고, 자신의 목숨과 교환하는 대가로 클리프에게 그리피스 천문대로 로켓을 가져오라고 강요한다. 얼마 후 클리프는 FBI에 체포되어 하워드 휴스에게 끌려가고, 휴스는 자신의 로켓이 나치 과학자들이 개발에 실패한 시제품을 기반으로 했음을 설명하고, 완성된 로켓 팩을 사용하여 미국을 침공하는 비행 특공대 군대를 묘사하는 나치 선전 영화를 보여준다. 그는 또한 FBI가 할리우드에서 발렌타인 갱단을 고용하고 있는 나치 스파이를 찾으려 하고 있으며, 클리프는 그가 싱클레어임을 깨닫는다. 휴스와 FBI가 로켓 반환을 요구하자 클리프는 탈출하지만, 실수로 자신이 향하는 곳에 대한 단서를 남긴다.
클리프는 약속 장소로 날아가고, 싱클레어는 클리프에게 로켓을 넘기라고 요구한다. 클리프는 에디에게 배우가 나치 스파이임을 폭로한다. 격분한 발렌타인 갱단은 갱스터지만 여전히 애국자이므로 싱클레어에게 무기를 겨눈다. 그러나 싱클레어가 중무장한 나치 S.A.의 숨겨진 부대를 부르자, 독일의 경식비행선 룩셈부르크호가 상공에 나타나 싱클레어와 부대원들을 대피시킨다. 클리프를 비밀리에 따라온 FBI는 갑자기 자신들의 존재를 알리고, 그들과 갱스터들은 힘을 합쳐 나치와 싸운다. 싱클레어와 로타르는 제니를 비행선에 끌고 도망친다.
클리프는 룩셈부르크호로 날아가 탑승하지만, 뒤이은 대결에서 제니는 실수로 비행선 조종실에서 조명탄 총으로 불을 낸다. 싱클레어는 제니를 인질로 잡고 클리프에게 로켓을 넘기라고 강요하지만, 클리프는 연료 누출을 땜질한 씹는 껌을 몰래 제거한다. 싱클레어는 로켓을 착용하고 날아가지만, 누출되는 연료 때문에 로켓에 불이 붙어 추락사한다. 로타르는 룩셈부르크호가 폭발하면서 죽지만, 클리프와 제니는 피트케언 PCA-2 오토자이로를 조종하는 하워드 휴스와 피비에게 간신히 구조된다.
휴스는 나중에 클리프에게 새 지 비 Z 에어 레이서와 비먼스 껌 한 팩을 선물한다. 휴스가 떠날 때, 제니는 싱클레어의 집에서 발견한 피비의 도난당한 로켓 청사진을 그에게 돌려준다. 피비는 약간의 수정만 하면 훨씬 더 나은 로켓을 만들 수 있다고 결심한다.

## 한국판 성우진(KBS) (1995년 12월 9일)
- 홍시호 - 클리프(빌리 캠벨)
- 함수정 - 제니(제니퍼 코널리)
- 이완호 - 피바디(알란 아킨)
- 이정구 - 싱클레어(티모시 달튼)
- 조동희 - 발렌타인(폴 소비노)
- 설영범 - 하워드 휴즈(테리 오퀸) / 배우(피터 브로밀로우) / 경기 중계 방송
- 김익태 - FBI 요원(에드 로터) / 피바디의 친구(돈 퍼그슬리)
- 이윤선 - FBI 요원(제임스 핸디) / 배우(줄리언 반스) / 비행선 조종사(허먼 포프)
- 문영래 - 비그로우(존 폴리토) / 발렌타인의 부하(마이클 밀호언)
- 임성표 - 싱클레어의 부하(타이니 론) / 클리프의 동료(진 데일리) / 발렌타인의 부하(로버트 마란다) / FBI 요원(딕 워락) / 정부 담당관(윌리엄 보이에트)
- 김혜미 - 제니의 친구(나다 데스포토비치) / 음식가게 주인(마고 마틴데일)
- 홍승섭 - 발렌타인의 부하(맥스 그로덴칙) / 영화 감독(샘 빈센트) / 정부 담당관(윌리엄 프랭크파더) / 극장 방송 해설
- 배정미 - 제니의 엄마(팻 크로퍼드 브라운) / 펫시(아메리카 마틴) / 간호사(킴 세바스찬) / 배우(리사 페데르센)